# Cá lon mây Thái Bình Dương
Cá lon mây Thái Bình Dương (Danh pháp khoa học: Alticus arnoldorum) là loài cá sống trên đất liền và có thể nhảy rất xa dù không có chân. Đây là một loài cá biển nhưng rất kỳ lạ khi chúng dành phần lớn thời gian để leo trên các bờ đá. Chúng di chuyển rất nhanh trên các bề mặt lởm chởm đá bằng cách sử dụng hành động xoắn đuôi độc đáo kết hợp với các vây ngực và vây đuôi mở rộng để bám vào gần như bất cứ bề mặt nào. Để nhanh chóng lên được bề mặt cao hơn, chúng cũng có thể xoắn cơ thể mình và búng đuôi để nhảy xa gấp nhiều lần chiều dài cơ thể.